# Distretto di Çınarcık

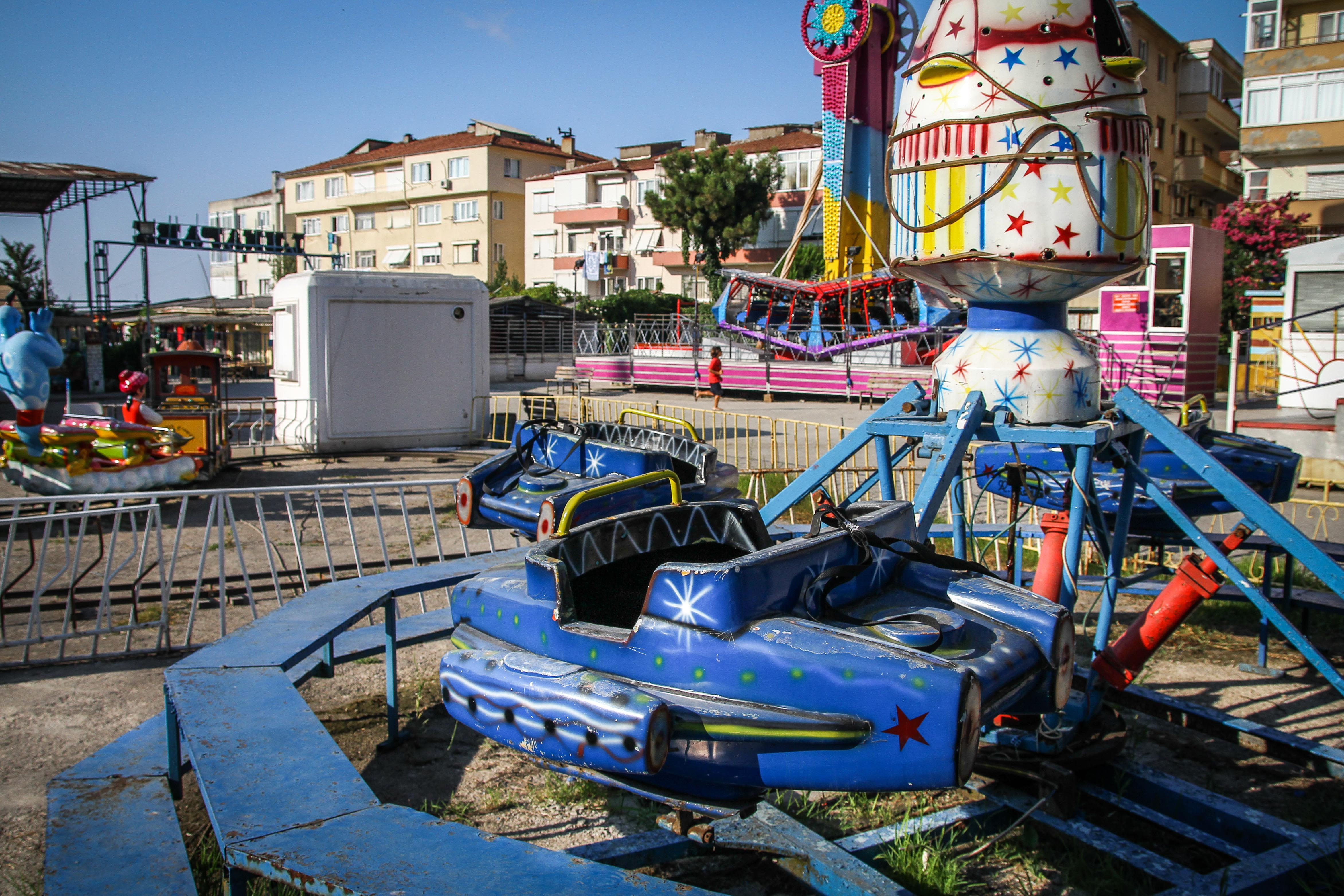
Una vista di Çınarcık

Il distretto di Çınarcık è uno dei distretti della provincia di Yalova, in Turchia.